# Aoi Yūki
Aoi Yūki (悠 木 碧?, Yūki Aoi; prefettura di Chiba, 27 marzo 1992) è una doppiatrice, attrice e cantante giapponese. È nota per aver doppiato Diane in The Seven Deadly Sins, Tornado in One-Punch Man, Tamaki Kotatsu in Fire Force, Futaba Sakura in Persona 5, Madoka Kaname in Puella Magi Madoka Magica, Nodoka Hanadera / Cure Grace in Healin' Good Pretty Cure e Kumoko in So I'm a Spider, So What?.

## Ruoli[1]

### Anime

#### Serie televisive
2004
- I Love You, Baby (Marika)

2005
- My Melody - Sogni di magia (Koto Yumeno)

2008
- Kure-nai (Murasaki Kuhōin)
- La principessa cadavere (Akira Tuc)

2009
- Akikan! (Budokan)
- Nogizaka Haruka no himitsu: Purezza (Hikari Hatsuse)
- La principessa cadavere (Akira Tuc)
- Sora no Manimani (Maibara)
- Yumeiro Pâtissière (Ichigo Amano)
- Yutori-chan (Yutori Tanaka)

2010
- Dance in the Vampire Bund (Mina Tepes)
- Durarara!! (Shinra Kishitani da giovane)
- Hyakka Ryōran Samurai Girls (Jūbei Yagyū)
- Ichiban ushiro no dai maō (Korona)
- Jewelpet Twinkle (Amelie)
- The World God Only Knows (Mio Aoyama)
- Pokémon (Iris)
- Shi ki (Sunako Kirishiki)
- Sora no woto (Noel Kannagi)
- Eppur... la città si muove! (Toshiko Tatsuno)
- Yumeiro Pâtissière Professional (Ichigo Amano)

2011
- A-Channel (Tooru)
- Beelzebub (Chiaki Tanimura)
- Ben-Tō (Hana Oshiroi)
- Gosick (Victorique de Blois)
- Kyōkaisen-jō no Horizon (Suzu Mukai)
- Storia di un viaggio a Parigi (Alice Blanche)
- Last Exile: Fam, The Silver Wing (Giselle Collette Vingt)
- Puella Magi Madoka Magica (Madoka Kaname)
- Persona 4: The Animation (Aika Nakamura)
- YuruYuri (Rivalun)

2012
- Danshi kōkōsei no nichijō (Ringo-chan)
- Dog Days (Kuberu E. Pastillage)
- Hyouka (Kurako Eba)
- Inazuma Eleven GO Chrono Stones (Kinako Nanobana)
- Joshiraku (Mask)
- Saki: Achiga-hen episode of Side-A (Shizuno Takakamo)
- Senki zesshō Symphogear (Hibiki Tachibana)
- Touhou Musou Kakyou 2 (Youmu Konpaku)
- YuruYuri (Rivalun/Raika)

2013
- BlazBlue Alter Memory (Platinum the Trinity/Trinity Glassfield)
- Gundam Build Fighters (Kirara)
- Hyakka Ryōran Samurai Girls (Jūbei Yagyū)
- Inazuma Eleven GO Galaxy (Konoha Morimura)
- A Town Where You Live (Eba Rin)
- Yahari ore no seishun love kome wa machigatteiru (Komachi Hikigaya)
- Puella Magi Madoka Magica - Parte 3 - La storia della ribellione (Madoka Kaname)
- Senki zesshō Symphogear G (Hibiki Tachibana)
- Kakumeiki Valvrave (Akira Renbōkoji)
- Hyperdimension Neptunia (Peashy)

2014
- Toaru hikūshi e no koiuta (Nina Viento/Claire Cruz)
- Black Bullet (Kohina Hiruko)
- Soul Eater Not! (Meme Tatane)
- Free! Eternal Summer (Sōsuke Yamazaki da giovane)
- Buddy Complex (Fiona Jyunyou Weinberg)
- Nobunaga Concerto (Oichi)
- Invaders of the Rokujyoma!? (Korama)
- Keroro (New Keroro, Black Star, Monaka)
- The Seven Deadly Sins - Nanatsu no taizai (Diane)
- Sword Art Online II (Yuuki)
- Yu-Gi-Oh! Arc-V (Mieru Hochun)

2015
- World Break: Aria of Curse for a Holy Swordsman (Shizuno Urushibara)
- Overlord (Clementine)
- One-Punch Man (Tornado)

2016
- My Hero Academia (Tsuyu Asui/Froppy)

2017
- Saga of Tanya the Evil (Tanya Degurechaff)[2]

2018
- Death March to the Parallel World Rhapsody (Arisa)
- My Sweet Tyrant (Non Katagiri)
- Persona 5: The Animation (Futaba Sakura)

2019
- Fire Force (Tamaki Kotatsu)
- Grimms Notes The Animation (Biancaneve)

2020
- Infinite Dendrogram (Liliana Grandria)
- Healin' Good Pretty Cure (Nodoka Hanadera/Cure Grace)
- Rent a Girlfriend (Mami Nanami)
- Sleepy Princess in the Demon Castle (Florence)[3]

2021
- So I'm a Spider, So What? (Kumoko)
- I've Been Killing Slimes for 300 Years and Maxed Out My Level (Azusa Aizawa)[4]

2022
- Cyberpunk: Edgerunners (Lucyna Kushinada)
- Mobile Suit Gundam: The Witch from Mercury (Norea Du Noc)
- Lamù e i casinisti planetari - Urusei yatsura (Ten)

2023
- KamiErabi God.app (Ryo)
- I tormenti della vampira reclusa (Prohelia Zutazutsky)[5]
- Il monologo della speziale (Maomao)
- Undead Unluck (Gina Chamber)

2024
- The Wrong Way to Use Healing Magic (Felm/Cavaliere Nero)[6]
- Mission: Yozakura Family (Shion Yozakura)
- Ranma ½ (serie 2024) (Azusa Shiratori)

#### Film d'animazione
- Your Name. (Sayaka Natori)
- A Silent Voice (Yuzuru Nishimiya)
- Violet Evergarden: Eternity and the Auto Memory Doll (Dolly Parton)
- I colori dell'anima - The Colors Within (Shiho Nanakubo)

### Videogiochi
- 404 GAME RE:SET (Virtua Cop)
- 7th Dragon 2020 (Unit 13)
- 7th Dragon 2020-II (Shizuka)
- 7th Dragon III: Code VFD (Unit 13)
- Accel World Vs. Sword Art Online: Millennium Twilight (Yuuki Konno)
- Arknights (Earthspirit, Istina, Nian)
- Azur Lane (IJN Taihou)
- Battle Girl High School (Sadone)
- BlazBlue: Continuum Shift (Platinum=The=Trinity, Trinity=Glassfille)
- BlazBlue: Chronophantasma (Platinum=The=Trinity, Trinity=Glassfille)
- BlazBlue: Centralfiction (Platinum=The=Trinity, Trinity=Glassfille)
- BlazBlue: Cross Tag Battle (Platinum=The=Trinity)
- BlazBlue Alternative: Dark War (Platinum=The=Trinity, Trinity=Glassfille)
- Catherine: Full Body (Futaba Sakura, voce DLC per Catherine)
- Cyberdimension Neptunia: 4 Goddesses Online (Peashy/Yellow Heart)
- Demon Slayer: Kimetsu no Yaiba – The Hinokami Chronicles (Kiriya Ubuyashiki)
- Dengeki Bunko: Fighting Climax Ignition (Yuuki Konno)
- Dragalia Lost (Emma, Silke)
- Dragon Quest Heroes II (Maribel)
- Dragon Quest Rivals (Maribel)
- Emio – L'uomo che sorride: Famicom Detective Club (Ayaka Hashizume)
- Fantasy Life i: La ragazza che ruba il tempo (Laura)
- Fate/Grand Order (Assassin/Shuten-Douji, Saber/Okita Sōji, Beast II/Tiamat, MoonCancer/Ganesha, Ruler/Ibuki-Douji)
- Fate/Samurai Remnant (Ruler/Ibuki-Douji)
- Fire Emblem Heroes (Lysithea)
- Fire Emblem: Three Houses (Lysithea)
- Fire Emblem Warriors: Three Hopes (Lysithea)
- Genshin Impact (Lumine)
- God Eater 2: Rage Burst (Rachel Claudius)
- Goddess of Victory: Nikke (Pascal, Cinderella)
- Granblue Fantasy (Anila, Mena, Mina, Mona)
- Granblue Fantasy: Versus Rising (Anila)
- Grand Kingdom (Kiara)
- Grand Knights History (Sephia Chiollet Logres)
- Guilty Gear -STRIVE- (Lucyna Kushinada)
- Honkai Impact 3rd (Rita Rossweisse)
- Hyperdimension Neptunia (Peashy/Yellow Heart)
- Hyperdimension Neptunia Victory (Peashy/Yellow Heart)
- Il professor Layton vs Phoenix Wright: Ace Attorney (Luna Minstrel)
- League of Legends (Lulu) (localizzazione giapponese)
- Liberation Maiden SiN (Chiruko Yuminami)
- Luminous Arc Infinity (Joker)
- Mario & Sonic ai Giochi olimpici di Rio 2016 (Sticks the Badger)
- Million Arthur: Arcana Blood (Koume Sakiyama, Summer Evaine)
- My Hero: One's Justice (Tsuyu Asui/Froppy)
- My Hero: One's Justice 2 (Tsuyu Asui/Froppy)
- Neptunia ReVerse (Peashy/Yellow Heart)
- Nier: Automata (Pascal)
- NieR Replicant ver.1.22474487139... (Louise)
- Ninja Must Die (Rin)
- One Punch Man: Road to Hero (Tornado)
- One Punch Man: A Hero Nobody Knows (Tornado)
- Persona 5 (Futaba Sakura)
- Persona 5: Dancing in Starlight (Futaba Sakura)
- Persona 5 Royal (Futaba Sakura)
- Persona 5 Strikers (Futaba Sakura)
- Persona 5 Tactica (Futaba Sakura)
- Persona Q2: New Cinema Labyrinth (Futaba Sakura)
- Phantasy Star Online 2 (Klariskrays)
- Pokémon: Let's Go, Pikachu! e Let's Go, Eevee! (Eevee)
- Pokémon Masters EX (Eevee)
- Pokémon Spada e Scudo (Eevee)
- Pokémon Home (Eevee)
- Pokémon Diamante Lucente e Perla Splendente (Eevee)
- Princess Connect! Re:Dive (Suzume)
- Puella Magi Madoka Magica Portable (Madoka Kaname)
- Puella Magi Madoka Magica: The Battle Pentagram (Madoka Kaname)
- Queen's Blade: Spiral Chaos (Jubei Yagyu)
- Resident Evil: Revelations 2 (Natalia Korda)
- Rune Factory 4 (Margaret)
- Rune Factory 5 (Margaret)
- Scarlet Nexus (Kodama Melone, Yuta Melone)
- Shinobi Master Senran Kagura: New Link (Jubei Yagyu)
- Sonic Boom: L'ascesa di Lyric (Sticks the Badger)
- Sonic Boom: Frammenti di cristallo (Sticks the Badger)
- Sonic Boom: Fuoco e ghiaccio (Sticks the Badger)
- Sonic Forces (Avatar femminile)
- Street Fighter V (Menat)
- Super Robot Wars 30 (Borr)
- Super Smash Bros. Ultimate (Futaba Sakura)
- Sword Art Online: Hollow Fragment (Yuuki Konno)
- Sword Art Online: Lost Song (Yuuki Konno)
- Sword Art Online: Fatal Bullet (Yuuki Konno)
- Tales of Crestoria (Machina)
- Time and Eternity (Enda)
- The King of Fighters: All Star (Diane)
- The Legend of Heroes: Trails of Cold Steel IV (Renne Bright, Kaela MacMillan)
- The Legend of Heroes: Trails into Reverie (Renne Bright)
- The Legend of Heroes: Trails through Daybreak (Renne Bright)
- The Legend of Heroes: Trails through Daybreak II (Renne Bright)
- The Star Named EOS (Nat)
- Unicorn Overlord (Yahna)
- Xenoblade Chronicles 2 (Finch)
- Xenoblade Chronicles 3 (Fiona)
- Ys VIII: Lacrimosa of Dana (Io)

### Live action
- Sentai Seijū Gingaman
- Sentai Hyakujū Gaoranger
- Kamen Rider 555 (Mari Sonoda da giovane)
- Kamen Rider Ghost (Yurusen)
- Cafe Isobe
- Final Fantasy XIV: Dad of Light (Kirin)

### Doppiaggio
- Sonic 3 - Il film (Maria Robotnik (Alyla Browne)